# Голубко Віктор Євстафійович
Гол́убко В́іктор Євст́афійович (1964, Підліски, Городоцький район, Львівська область) — професор історії, фахівець з історії військової справи УНР, історичного краєзнавства.

## Життєпис
Народився у 1964 році. У 1981—1986 рр. навчався на історичному факультеті Львівського університету. У 1986—1998 працював у Державному університеті «Львівська політехніка» на посаді асистента, у 1998—2000 рр. — на посаді доцента. У 1991 році захистив кандидатську дисертацію на тему «Участь військ Південно-Західного, 8-ї армії Румунського фронтів та Чорноморського флоту у революційних подіях в Україні (березень 1917 — березень 1918 року)». У 1999 році захистив докторську дисертацію на тему «Військове будівництво в Україні періоду Центральної Ради». З 2000 року — професор кафедри історичного краєзнавства Львівського університету. З 2008 року — завідувач цієї кафедри.
Сфера наукових зацікавлень: військова історія України XX ст., зокрема Армія УНР, проблеми національної військової доктрини, військові аспекти Визвольних змагань 1917—1921 рр. Загальний науковий доробок — 30 праць, в тому числі одна монографія, два навчальні посібники, одна наукова рецензія, 26 статей.

## Найважливіші праці
- Армія Української Народної Республіки 1917—1918. Утворення і боротьба за державу. Львів, 1997.
- Останній шанс: Другий Зимовий похід Армії УНР у 1921 р. // Варшавські українознавчі записки. — Варшава, 1996. — Ч. 3., С. 161—169(укр.).
- Збройні сили України періоду національної революції 1917—1921 рр.// Історія Українського війська. Навчально-методичний посібник. — Львів, 1999. — С. 74—90.
- До історії створення полку ім. Б. Хмельницького у 1917 р. // Вісник державного університету «Львівська політехніка». Держава та армія. — Львів, 1999. — № 344. С. 47—52.
- Військове будівництво Павла Скоропадського: плани і реалії. // Вісник державного університету «Львівська політехніка». Держава та армія. — Львів, 1999. — № 377. — С. 28—39.
- Імперська політика більшовицького режиму щодо українізованих частин у 1917 р. // Військово-науковий вісник. — Львів, 2000. — Вип. 1. — С. 30—37.
- Варшавський договір 1920 року та його перспективи у візії західноукраїнських політиків // Україна модерна. — Львів; Видавництво Львівського національного університету імені Івана Франка, 2002, Ч. 7. (укр.)